# Dorze (Volk)

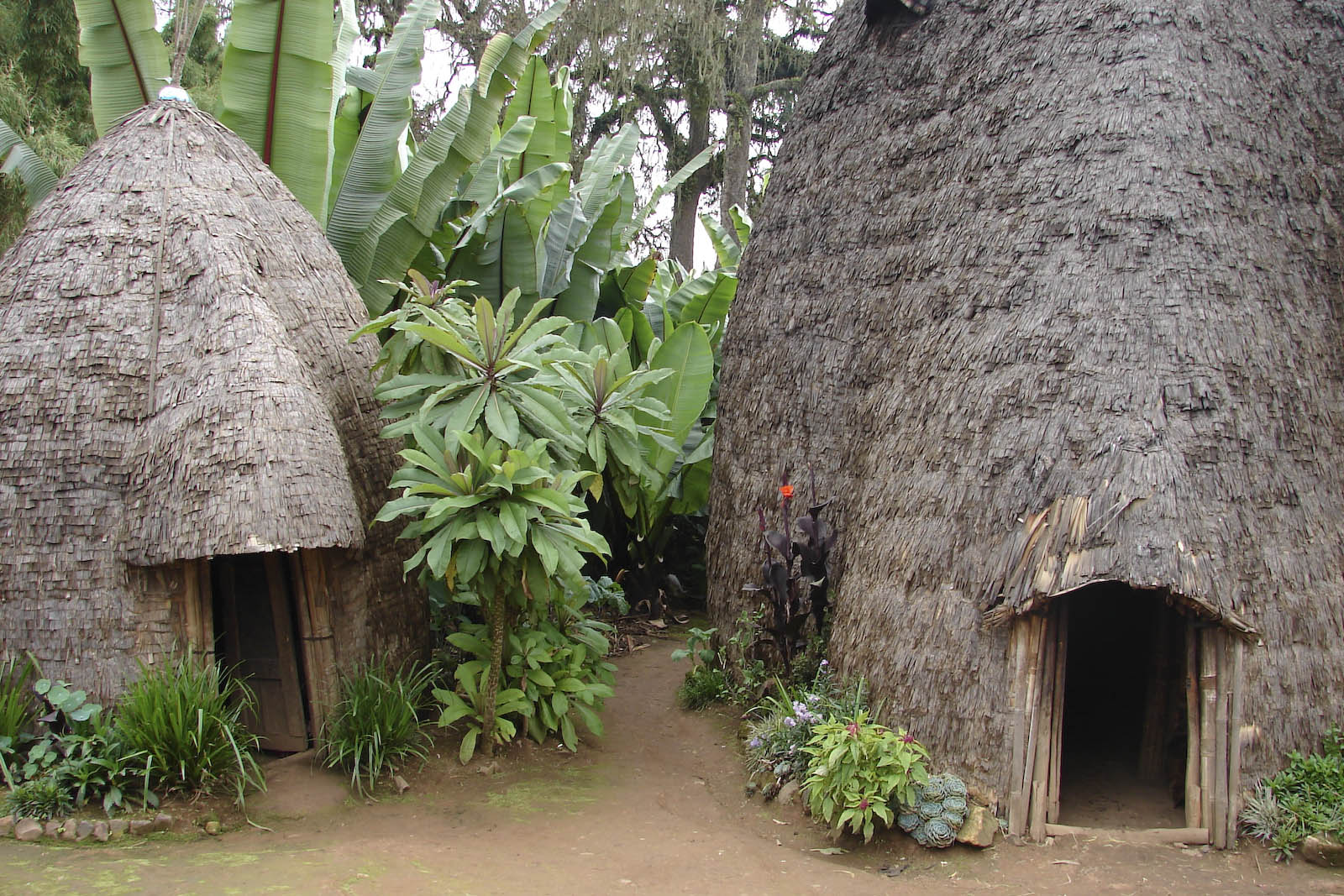
Hütten der Dorze

Die Dorze sind eine kleine ethnische Gruppe mit etwa 28.000 Mitgliedern in Äthiopien.
Ihre Sprache, Dorze, zählt zu den Omotischen Sprachen. Sie leben vor allem im Süden des Landes in Dörfern um Chencha und Arba Minch im Bezirk Semien Omo, Teil der Region der südlichen Nationen, Nationalitäten und Völker. Einige Dorze sind nach Addis Abeba oder andere Regionen abgewandert. Eine wesentliche Beschäftigung vieler Dorze besteht im Weben.

## Musik
Ihre polyphone mehrteilige Vokalmusik zeichnet sich durch den raffinierten Einsatz des Hoquetus  aus und weist einige Gemeinsamkeiten zur Musik der zentralafrikanischen Pygmäen auf.

## Bildergalerie

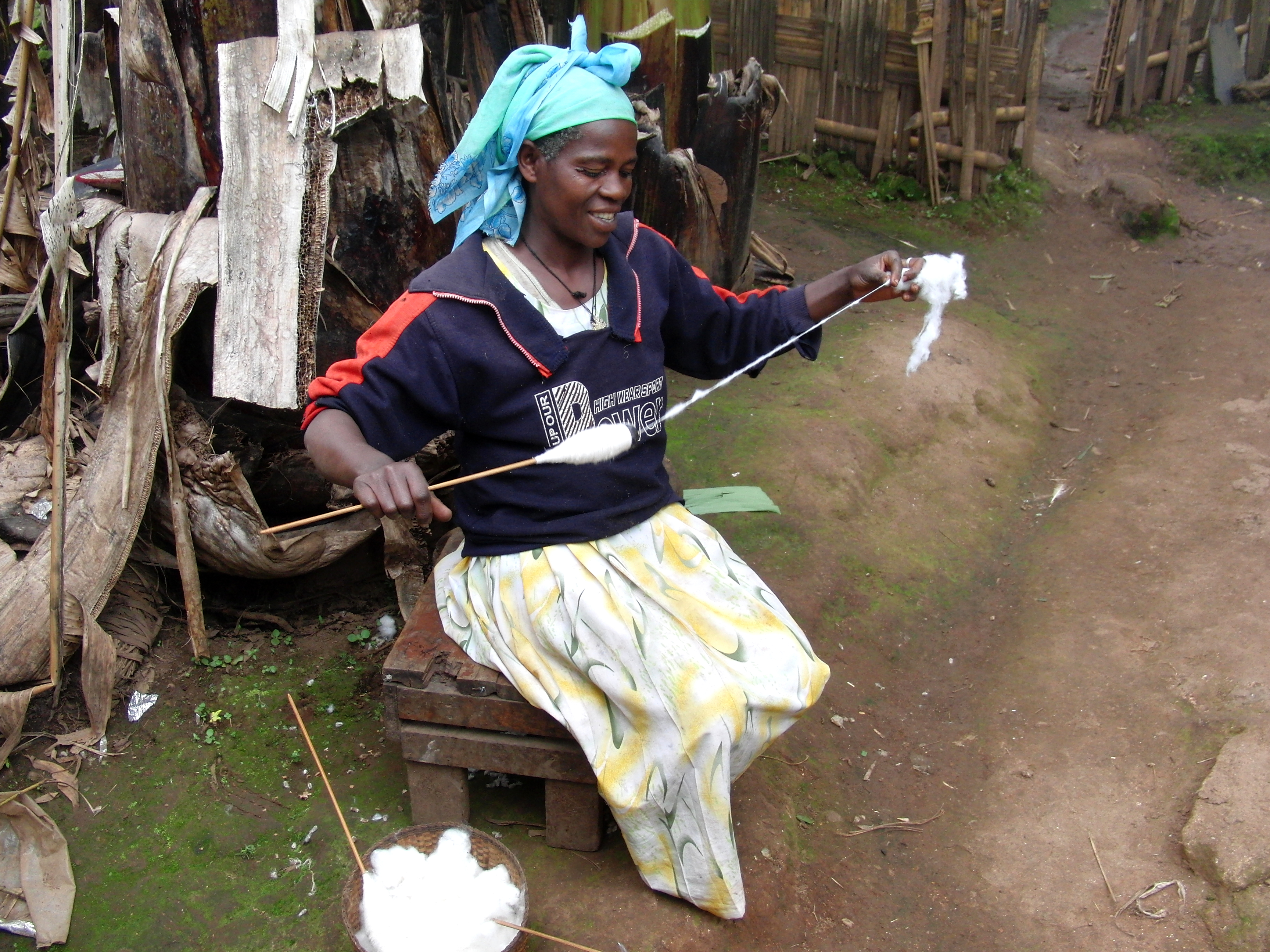
Dorze-Frau spinnt Baumwolle zu Garn
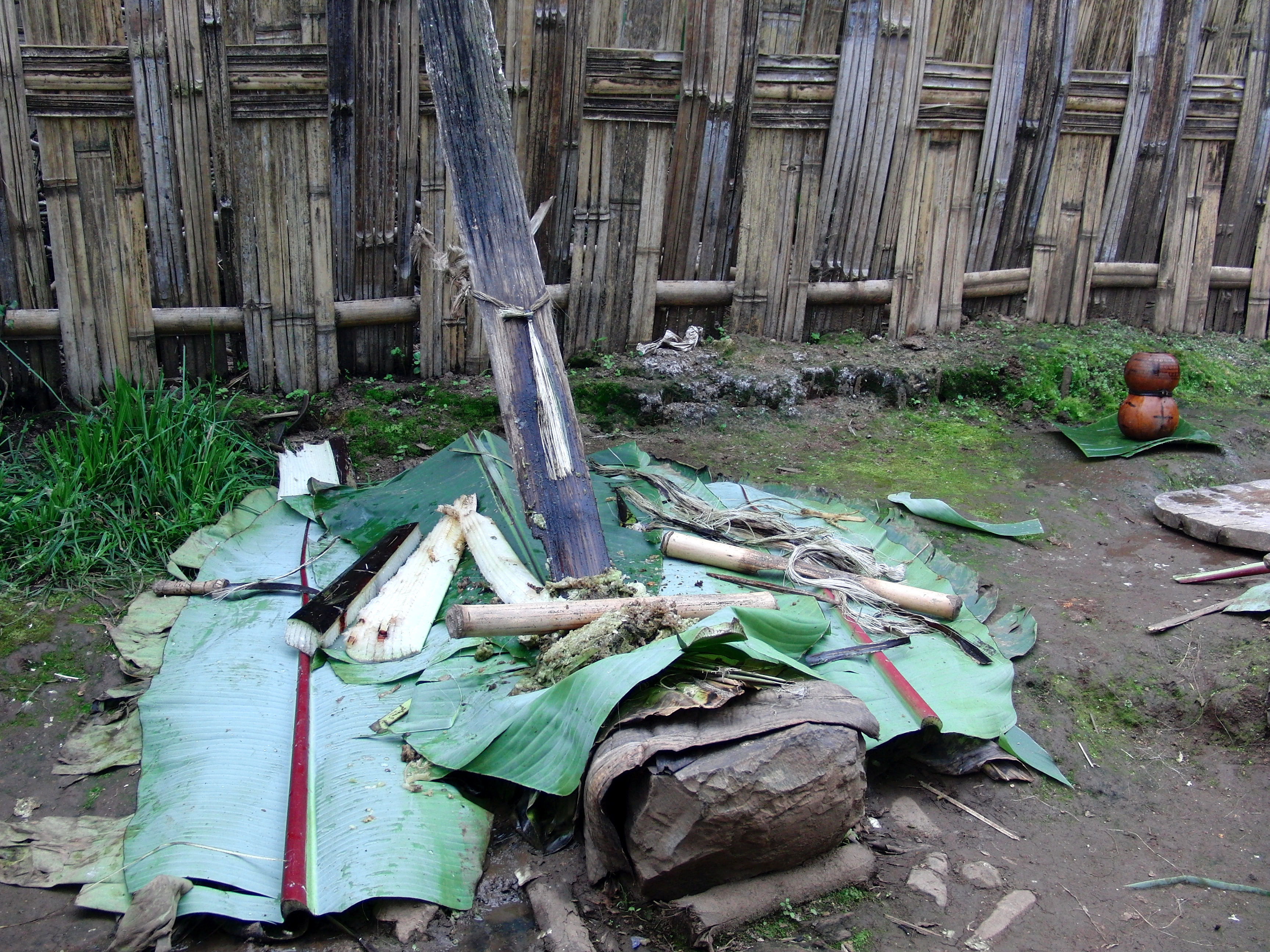
Das Fleisch von Ensete-Blättern wird zu Brot verarbeitet
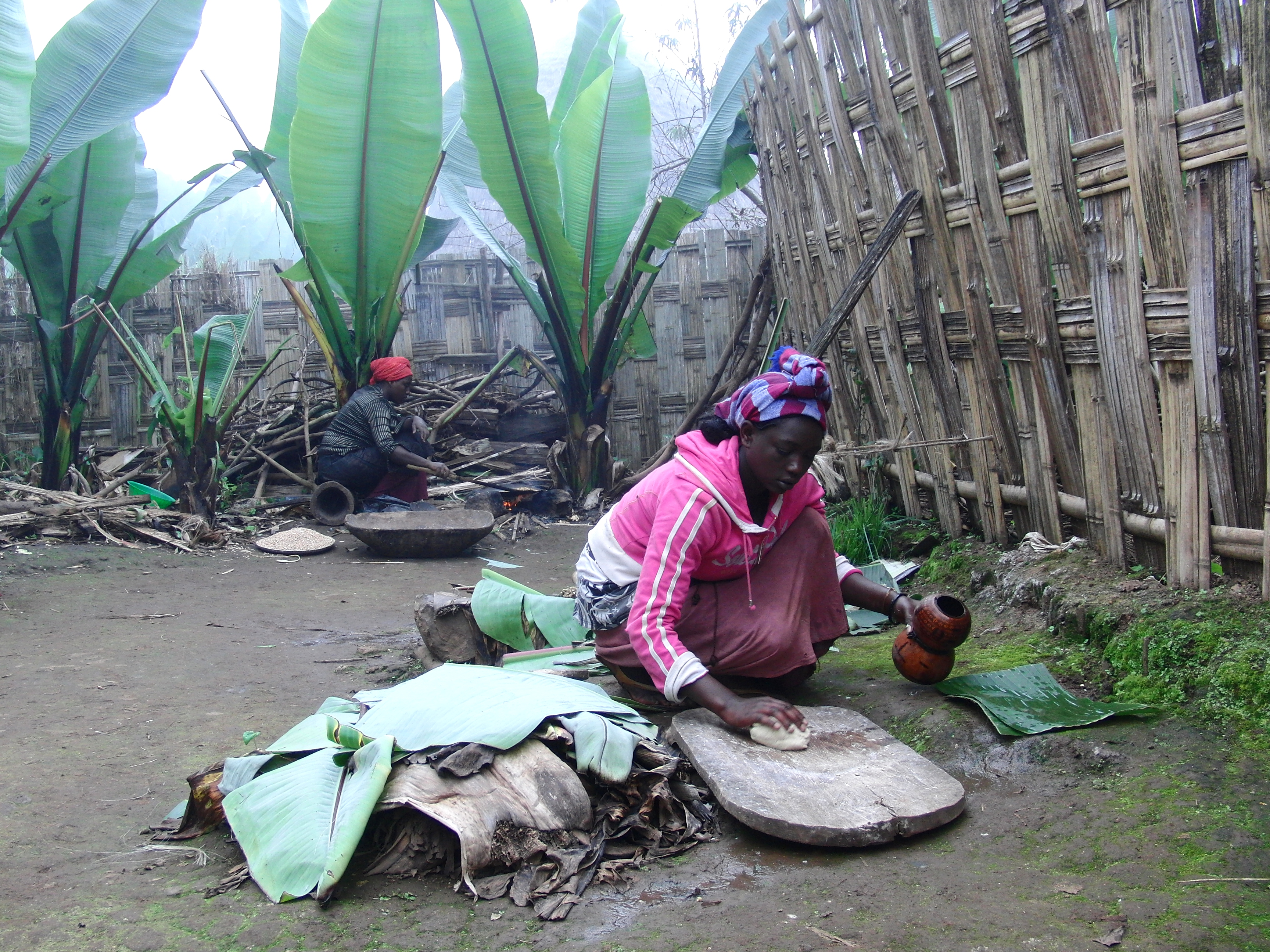
Die Grundmasse für Ensete-Brot wird auf die Fermentierung im Boden vorbereitet